# Selliguea crenatopinnata
Selliguea crenatopinnata är en stensöteväxtart som först beskrevs av Charles Baron Clarke, och fick sitt nu gällande namn av S.G.Lu, Hovenkamp och M.G.Gilbert. Selliguea crenatopinnata ingår i släktet Selliguea och familjen Polypodiaceae. Inga underarter finns listade.